# Yeah 3x
«Yeah 3x» — песня Криса Брауна, ставшая первым синглом (выпущен 25 октября 2010 года) из четвёртого сольного альбома F.A.M.E. Слова были написаны Брауном, Джастином Фрэнксом, Кевином Макколом, Эмбер Стритер и Адамом Ричардом Уайлсом, продюсером песни стал DJ Frank E. "Yeah 3x" является треком с быстрым темпом в жанрах данс-поп, европоп и электро-хаус.
Критики отнеслись к песне положительно: им понравились производство и слова песни. Критики отметили сходство с другим синглом Брауна 2008 года "Forever", а также с синглом Кельвина Харриса 2009 года "I'm Not Alone". "Yeah 3x" вошёл в десятку в Австралии, Австрии, Бельгии (Фландрия), Великобритании, Венгрии, Германии, Дании, Ирландии, Нидерландах, Новой Зеландии и Швейцарии. А в Канаде, Норвегии, Словакии и Швеции он был в двадцатке. В США песня достигла 15 места в чарте Billboard Hot 100 и 7 места в Pop Songs.
Видеоклип к песне был снят в Universal Studios (режиссёр  Колин Тилли). На видео Браун изображен в различных танцевальных эпизодах в районе старинных витрин и особняков. В нём снялись Teyana Taylor, Кевин Макколл и Future Funk из телешоу В Америке есть таланты. Браун рекламировал песню на выступлениях в американских телепередачах  Dancing with the Stars, Today и на церемонии MTV VMA 2011. Он также исполнил песню в туре F.A.M.E. Tour (2011 год).

## Запись
"Yeah 3x" написана Крисом Брауном, Джастином "DJ Frank E" Фрэнксом, Кевином Макколом, Эмбер Стритер и Ричардом Адамом Уайлсом, а продюсером стал DJ Frank E. Она была записана в студии The Record Plant (Лос-Анджелес), а сведение выполнил Сербан Генеа в студии Mixstar Studios (Верджиния-Бич). 2 сентября 2010 Браун написал в Твиттере, что будет выпущена песня "Calypso", спродюсированная Polow da Don. Однако, вместо него вышел сингл "Yeah 3x". Во время перерывов при съёмке видеоклипа к этой песне, Brown elaborated on the song's inspiration in an interview with Access Hollywood. Он рассказал, что хотел записать песню для любителей поп-музыки, а не urban.
Браун сказал, что песню ему дал DJ Frank E, который писал песни для других артистов и себя. "Я услышал трек и подумал: "Чувак, это невероятно. Это отчасти дало мне ощущение "Forever" поэтому я хотел сделать больше песен для своей поп-аудитории. Я делал много записей для микстейпов, много урбан-записей... у поп-аудитории на самом деле не было ничего, что можно было бы оценить, поэтому я действительно хотел дать им это, и я чувствую, что "Yeah 3x" - это что-то другое, что-то новое, и это просто позитивная запись. В этом нет ничего чрезмерного; это как раз то, что нужно"." Во время общения с фанатами через Ustream.tv 27 сентября 2010 года Браун сказал, что песня была написана за 15 минут. "Мы действительно попали в ритм и сделали это в кратчайшие сроки. Это было без усилий. Это было весело. Это было примерно так же, как когда мы писали "Forever", так что я надеюсь, что вам, ребята, понравится эта запись. Это скорее поп-пластинка, в клубном исполнении".

## Видеоклип
Видеоклип снят на Universal Studios (режиссёр Колин Тилли). В видео также участвовали Teyana Taylor, Kevin McCall и хип-хоп группа Future Funk. Премьера видео состоялась 21 октября 2010 на MTV.

## Список композиций
- Digital download[9]

1. «Yeah 3x» — 4:01

- German CD single[10]

1. «Yeah 3x» — 4:01
2. «Deuces» featuring Drake & Kanye West (Remix) — 4:34

- Australian and New Zealand Digital EP[11][12]

1. «Yeah 3x» — 4:01
2. «Deuces» featuring Drake, T.I., Kanye West, Fabolous, Рик Росс & André 3000 (Remix) — 6:43
3. «Deuces» featuring Drake & Kanye West (Remix) — 4:34

## Участники записи
- Крис Браун — автор песен, вокал
- Джастин «DJ Frank E» Фрэнкс — автор песен, продюсер
- Кевин Маколл — автор песен
- Эмбер Стритер — автор песен
- Кельвин Харрис — автор песен
- Сербан Генеа — микширование
- Джон Хейнс — звукорежиссёр
- Тим Робертс — помощник звукорежиссёр

Источник:

## Чарты и сертификаты
| Чарт (2010-11)                                    | Место |
| ------------------------------------------------- | ----- |
| Австралия (ARIA)                                  | 4     |
| Австрия (Ö3 Austria Top 40)                       | 10    |
| Бельгия/Фландрия (Ultratop 50)                    | 8     |
| Бельгия/Валлония (Ultratop 50)                    | 12    |
| Канада (Billboard Canadian Hot 100)               | 12    |
| Дания (Tracklisten)                               | 6     |
| Франция (SNEP)                                    | 59    |
| Германия (GfK)                                    | 7     |
| Венгрия (Rádiós Top 40)                           | 8     |
| Ирландия (IRMA)                                   | 8     |
| Япония (Billboard Japan Hot 100)                  | 40    |
| Нидерланды (Dutch Top 40)                         | 10    |
| Новая Зеландия (Recorded Music NZ)                | 1     |
| Норвегия (VG-lista)                               | 11    |
| Шотландия (OCC Scotland)                          | 5     |
| Словакия (Rádio — Top 100)                        | 12    |
| Швеция (Sverigetopplistan)                        | 12    |
| Швейцария (Schweizer Hitparade)                   | 7     |
| Великобритания (OCC UK Singles)                   | 6     |
| США (Billboard Hot 100)                           | 15    |
| США (Billboard Adult Pop Airplay)                 | 33    |
| US Bubbling Under R&B/Hip-Hop Singles (Billboard) | 22    |
| США (Billboard Dance Club Songs)                  | 30    |
| США (Billboard Pop Airplay)                       | 7     |

| Чарт (2010)                      | Место |
| -------------------------------- | ----- |
| Australian Singles Chart         | 55    |
| Чарт (2011)                      | Место |
| Australian Singles Chart         | 30    |
| Austrian Singles Chart           | 46    |
| Belgian Singles Chart (Flanders) | 36    |
| Belgian Singles Chart (Wallonia) | 56    |
| Canadian Hot 100                 | 44    |
| German Singles Chart             | 34    |
| Hungarian Airplay Chart          | 25    |
| Netherlands Single Top 100       | 64    |
| Swiss Singles Chart              | 51    |
| UK Singles Chart                 | 26    |
| US Billboard Hot 100             | 49    |
| US Digital Songs                 | 57    |
| US Pop Songs                     | 36    |
| US Rhythmic Songs                | 26    |

| Страна         | Организация | Сертификат    |
| -------------- | ----------- | ------------- |
| Австралия      | ARIA        | 5× платиновый |
| Бельгия        | BEA         | золотой       |
| Дания          | IFPI        | золотой       |
| Германия       | BVMI        | золотой       |
| Новая Зеландия | RIANZ       | платиновый    |
| Швейцария      | IFPI        | золотой       |

## Хронология релизов
| Страна         | Дата            | Формат                      |
| -------------- | --------------- | --------------------------- |
| США            | 25 октября 2010 | Digital download            |
| Канада         | 25 октября 2010 | Digital download            |
| Финляндия      | 25 октября 2010 | Digital download            |
| Франция        | 25 октября 2010 | Digital download            |
| Норвегия       | 25 октября 2010 | Digital download            |
| Швеция         | 25 октября 2010 | Digital download            |
| США            | 26 октября 2010 | Rhythmic contemporary radio |
| Австралия      | 15 ноября 2010  | Digital download            |
| Новая Зеландия | 15 ноября 2010  | Digital download            |
| Австралия      | 17 декабря 2010 | Digital remix extended play |
| Новая Зеландия | 17 декабря 2010 | Digital remix extended play |
| Бельгия        | 10 января 2011  | Digital download            |
| Нидерланды     | 10 января 2011  | Digital download            |
| Ирландия       | 21 января 2011  | Digital download            |
| Великобритания | 23 января 2011  | Digital download            |
| Швейцария      | 28 января 2011  | Digital download            |
| Австрия        | 25 февраля 2011 | Digital download            |
| Германия       | 4 марта 2011    | CD single                   |